# Atentado de Mogadiscio de octubre de 2017
El atentado de Mogadiscio de octubre de 2017 tuvo lugar el 14 de octubre de 2017, cuando se produjo una fuerte explosión causada por la detonación de un camión bomba en Mogadiscio, la capital de Somalia. El ataque dejó 587 muertos, hirió a más de 228 personas y hubo 56 desaparecidos.
Después de los atentados del 11 de septiembre de 2001, que dejaron 3016 muertos (incluyendo a los 24 desaparecidos y a los 19 terroristas), este ha sido el peor atentado terrorista de la historia.

## Desarrollo

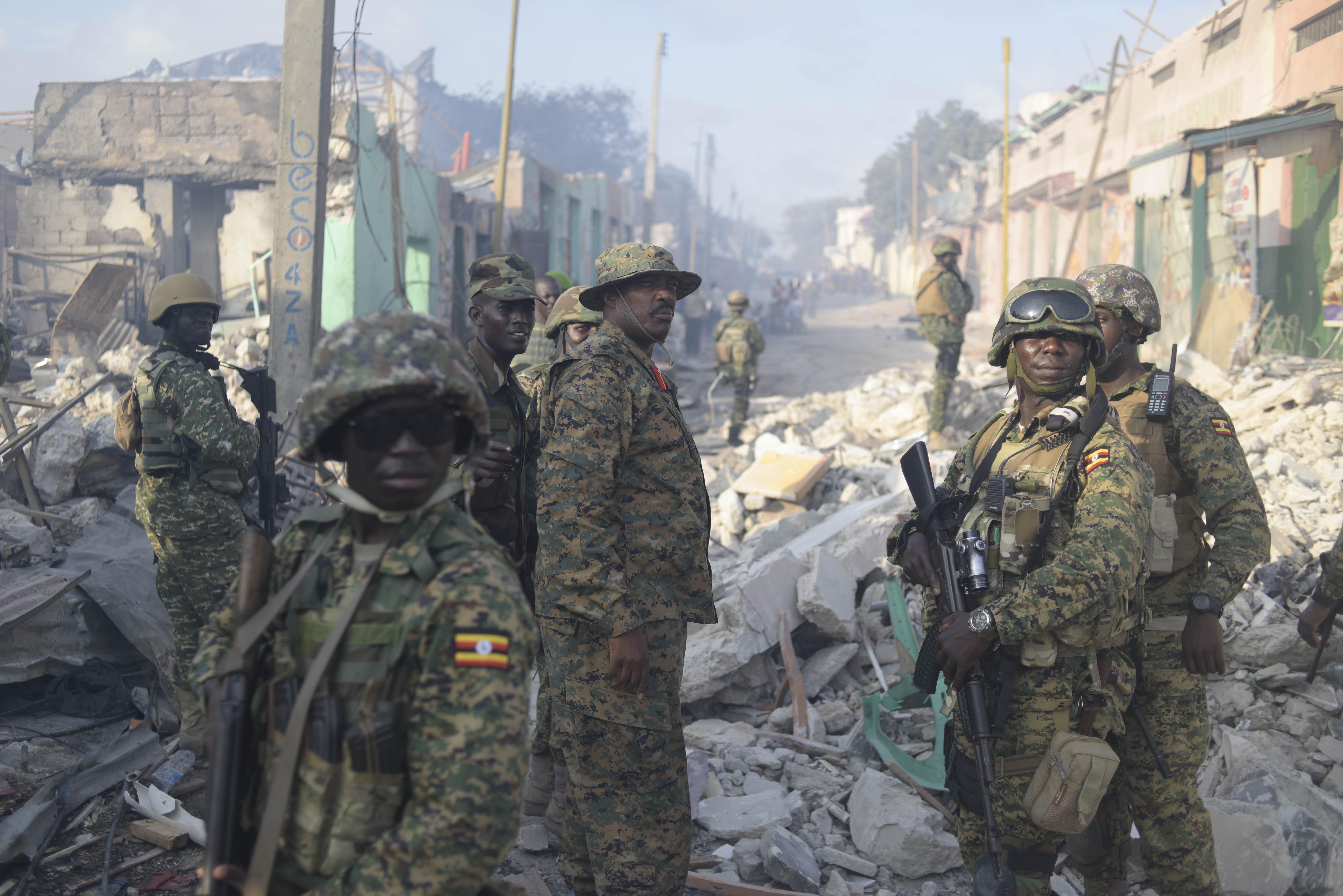
Militares de la Misión de la Unión Africana en Somalia en el lugar del atentado.

El ataque tuvo lugar en una de las principales calles comerciales de la capital somalí, conocida con el nombre de Kilómetro 5. Es por eso que se cree que la mayor parte de muertos fueron civiles, principalmente vendedores ambulantes y gente que compraba y paseaba por la zona.
El Hotel Safari quedó completamente destruido y el cercano edificio de la embajada catarí fue severamente afectado. Una segunda bomba explotó más tarde el mismo día y mató dos personas en el distrito de Madina. Se lo considera el ataque bomba más mortífero de la historia de Somalia.
Sobre los sospechosos de perpetrar 
atentado,  Hasán Aden Isak fue acusado en enero de 2018 de conducir un coche bomba que iba a ser utilizado en un segundo atentado suicida ese día. La Fiscalía ha afirmado que Isak coordinó el ataque y está al frente de las operaciones de la milicia islamista Al Shabaab en Mogadiscio.
Los otros cuatro imputados son Abdiweli Ahmed Diriye, Abdul Abdi Warsame, Mujtar Mohamud Hasán y Abdullahi Ibrahim Hasán Absuge, quien se encuentra fugado. Se cree que este grupo de terroristas perpetró y organizó el atentado.

## Reacciones
Las reacciones tanto del gobierno somalí como internacionales no se hicieron esperar:

### En Somalia
El presidente de Somalia, Abdullahi Mohamed, condenó enérgicamente el atentado y decreto tres días de luto nacional. Asimismo muchos políticos y gobernantes del país africano expresaron su rechazo y condena al acto.

### Internacionales

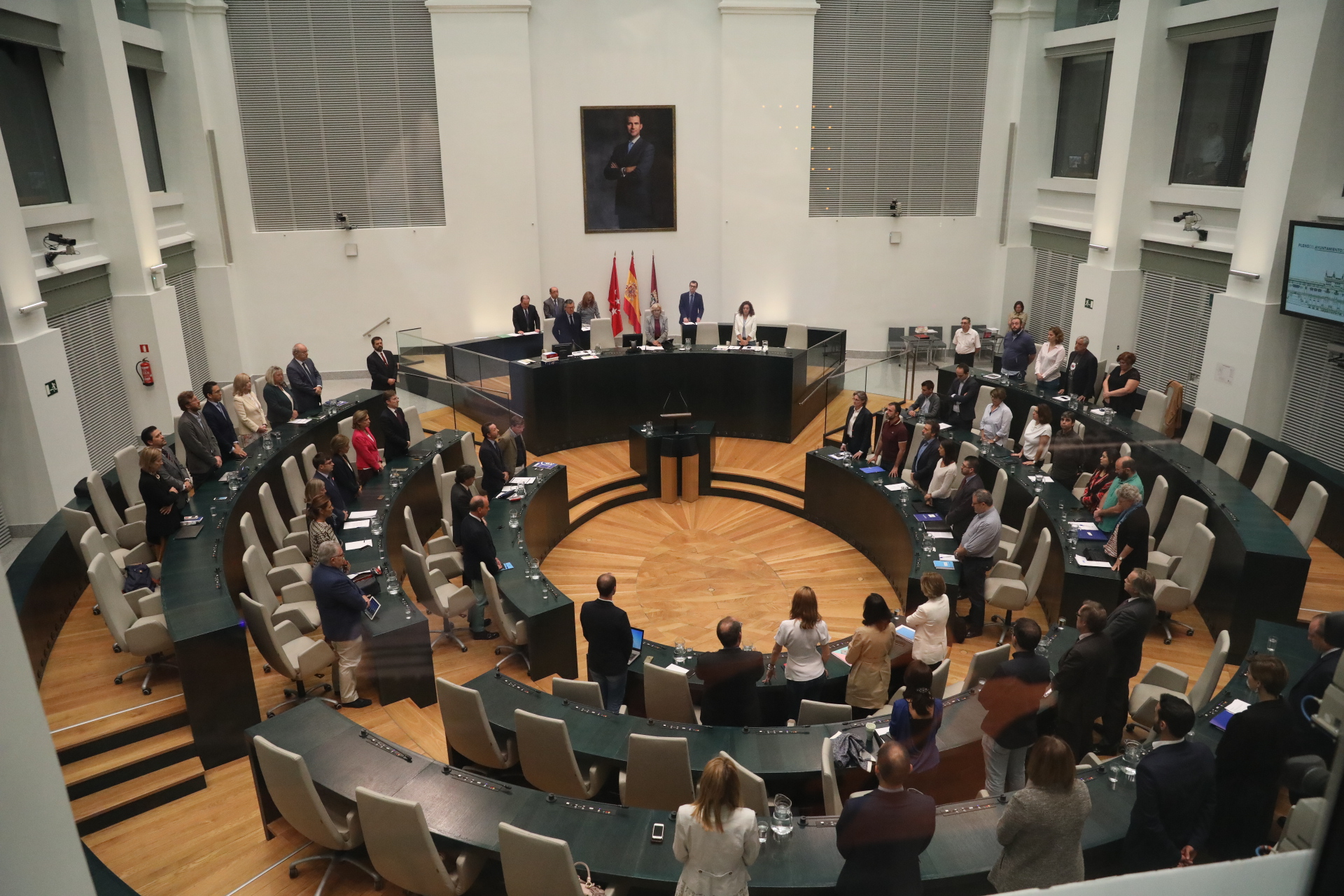
Minuto de silencio en una sesión del Ayuntamiento de Madrid (España) por las víctimas del atentado.

- Unión Europea: El alto representante para la política exterior de la UE, Federica Mogherini, instó al Gobierno de Somalia a mantener la "unidad" para conseguir vencer al terrorismo y ofreció sus condolencias.[11]
- Panamá: La cancillería panameña condenó y se solidarizo con Somalia y llamó a la paz y el cumplimiento de los derechos humanos.[11]
- El presidente de la Comisión de la Unión Africana (UA), Moussa Faki Mahamat, se sumó a la condena y sostuvo su apoyo al Gobierno somalí mediante la misión de la UA en Somalia (AMISOM), tras lo que pidió a la comunidad internacional un "apoyo robusto" a las instituciones del país en su lucha contra el terrorismo.[11]
- Estados Unidos: En un comunicado del Departamento de Estado de los Estados Unidos, el país norteamericano condenó en los “términos más fuertes” el “cobarde” atentado.[12]
- México: El gobierno a través de la cancillería condenó y envió sus condolencias y solidaridad con el pueblo y Gobierno somalí.[13]
- Rusia: El presidente de Rusia, Vladímir Putin, condenó en “términos enérgicos” el atentado, comunicó el Kremlin.[14]
- Organización de las Naciones Unidas: El secretario general de Naciones Unidas, António Guterres, condenó el atentado yihadista y urgió al país a unirse contra el terrorismo.[15]
- Venezuela: El canciller venezolano en representación de todo el país suramericano condenó y expreso su solidaridad tras el ataque.[16]
- Ecuador: El presidente Lenín Moreno expreso su solidaridad con Somalia.[17]
- Brasil: El Ministerio de Relaciones Exteriores brasileño expresó, por medio de una nota, que "el Gobierno brasileño condena el atentado terrorista" y que "al transmitir su solidaridad a los familiares de las víctimas, al pueblo y al Gobierno de Somalia, Brasil reafirma su repudio a todos los actos terroristas, cualesquiera que sean sus motivaciones, y reitera su apoyo a los esfuerzos de consolidación de las instituciones somalíes".[18]